# Koninginnekruid
Koninginnekruid of leverkruid (Eupatorium cannabinum) is een plant uit de composietenfamilie (Asteraceae). De soort wordt 30-170 cm hoog en groeit op vochtige plaatsen, bijvoorbeeld in ruigtes, aan waterkanten, in moerassen, rietlanden en vochtige bossen.

## Kenmerken
Er vormen zich roze bloemhoofdjes van vijf of zes buisbloemen (soms wit). Het omwindsel heeft purperen topjes. De plant bloeit als schermvormige pluim van bloemhoofdjes. De bloeitijd is van juli tot september. De bladeren zijn tegenoverstaand. De onderste bladeren zijn omgekeerd-lancetvormig en gesteeld; de bovenste bladeren zijn driedelig, lancetvormig, ongesteeld en grof gezaagd. Koninginnekruid draagt een zwart nootje dat voorzien is van een pappus. De bloem produceert veel nectar en wordt door vlinders en bijen druk bezocht.

## Gebruik
Een thee van koninginnekruid werd vroeger gebruikt tegen verkoudheid en als laxeermiddel. In grote hoeveelheden tast hij de lever aan en kan leverkanker veroorzaken. Oorspronkelijk werd deze plant leverkruid genoemd.

## Ecologie
De plant is de waardplant voor Adaina microdactyla, Cochylidia rupicola, Coleophora conyzae, Coleophora follicularis, Coleophora inulae en Digitivalva pulicariae.

## Plantengemeenschap
Het koninginnekruid is een kensoort voor de klasse van natte strooiselruigten (Convolvulo-Filipenduletea).

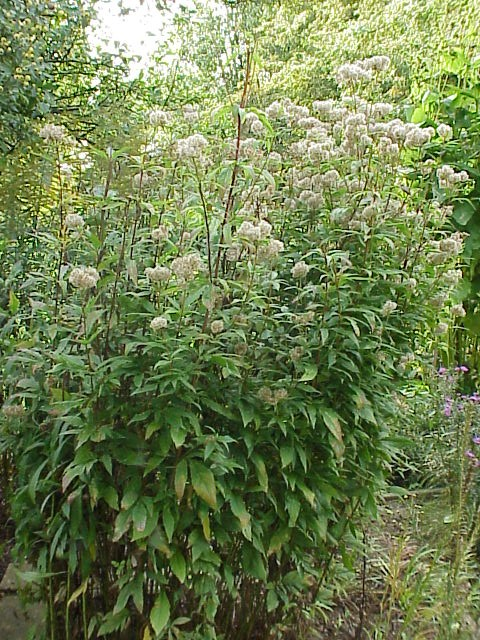
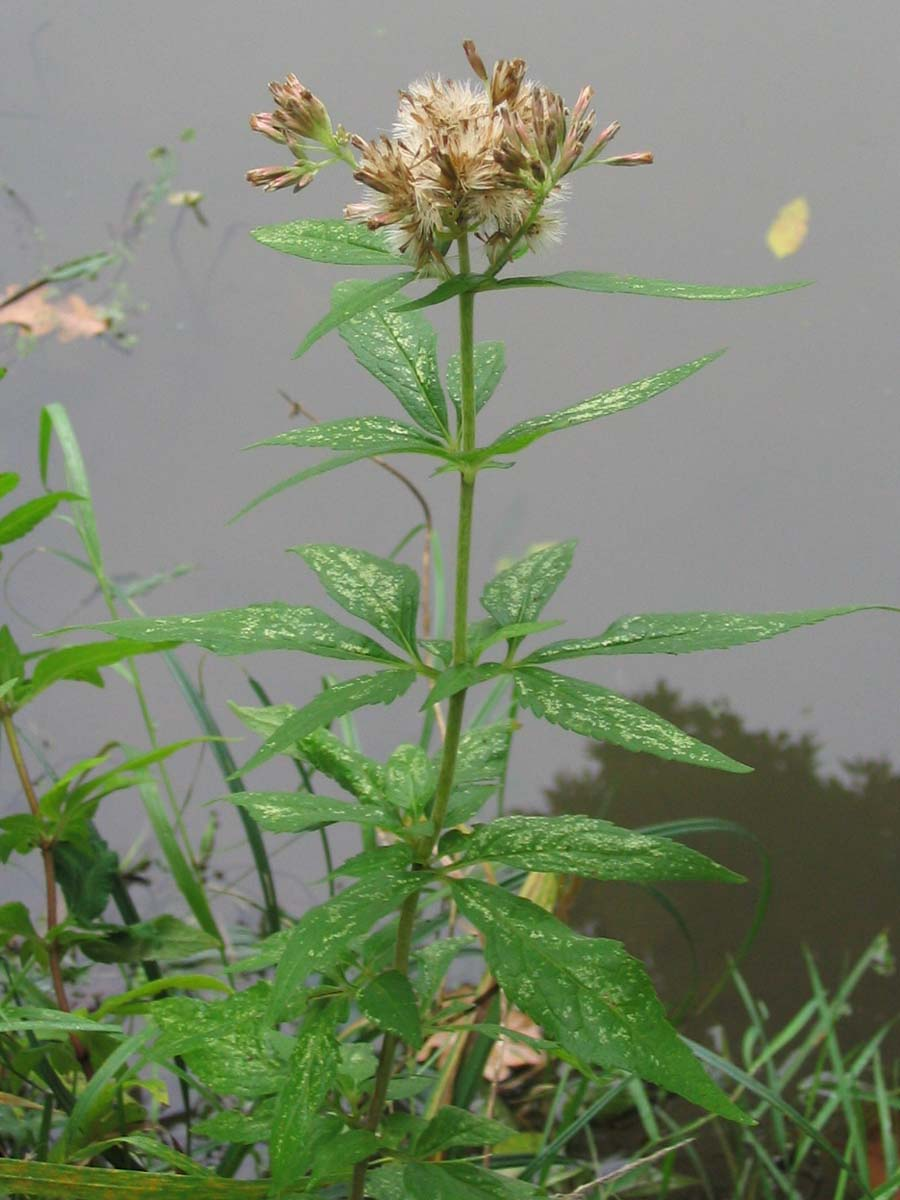
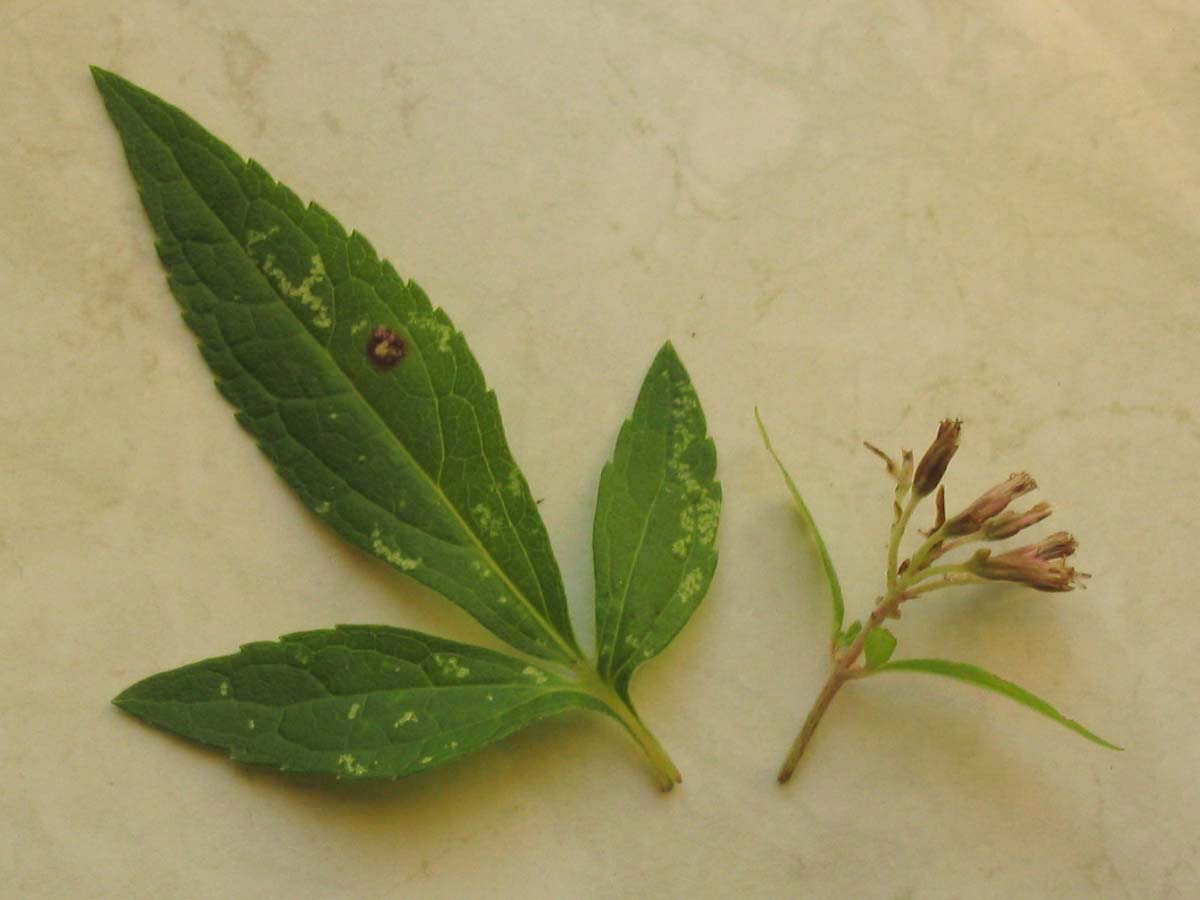
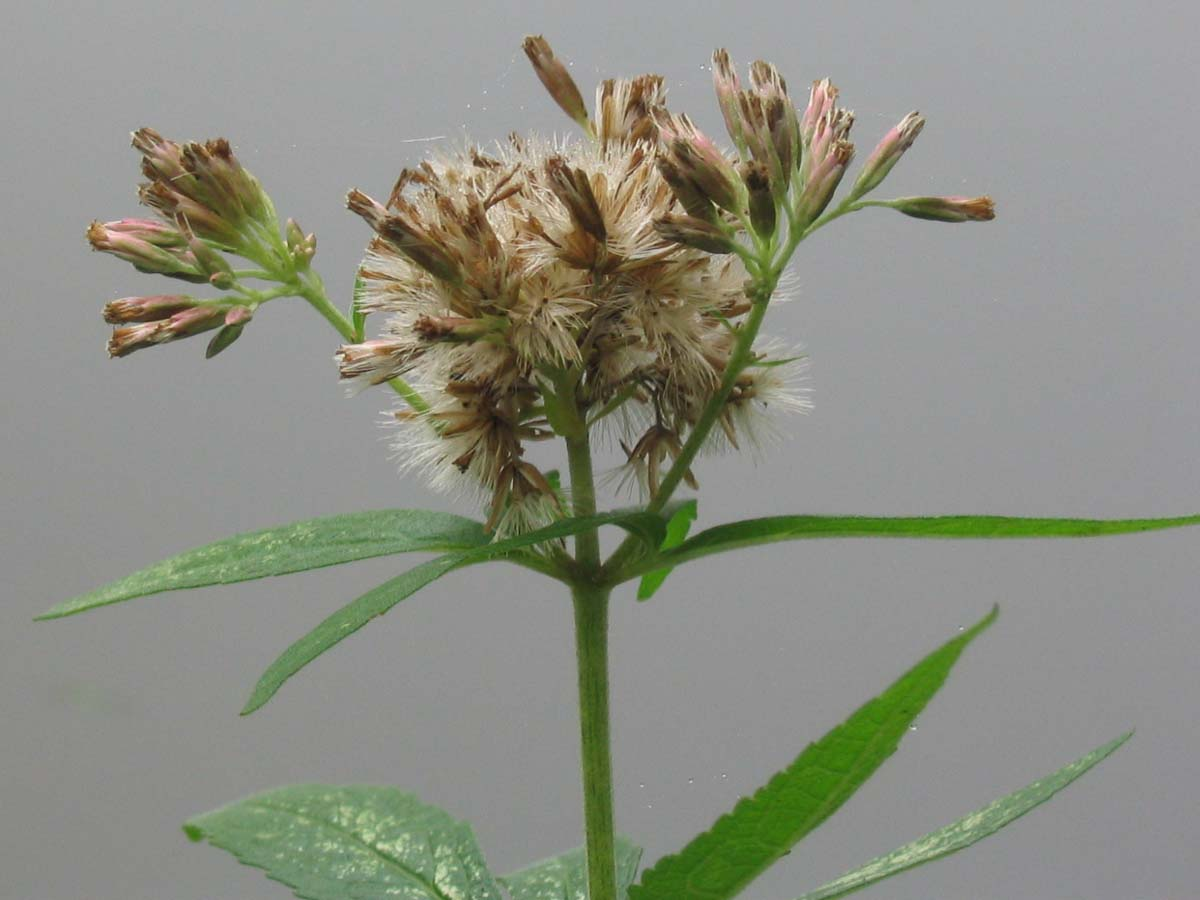
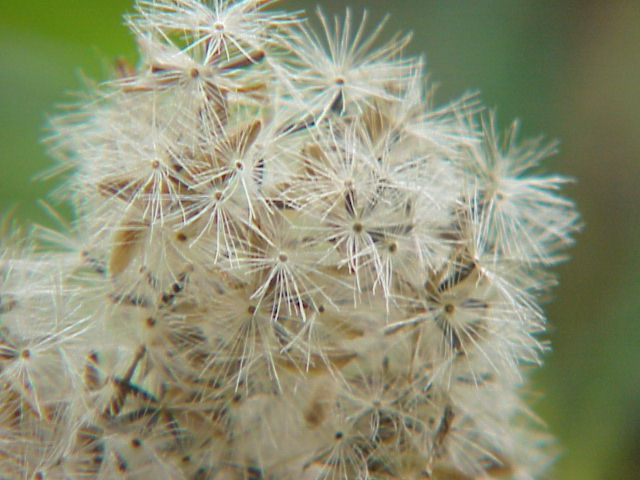
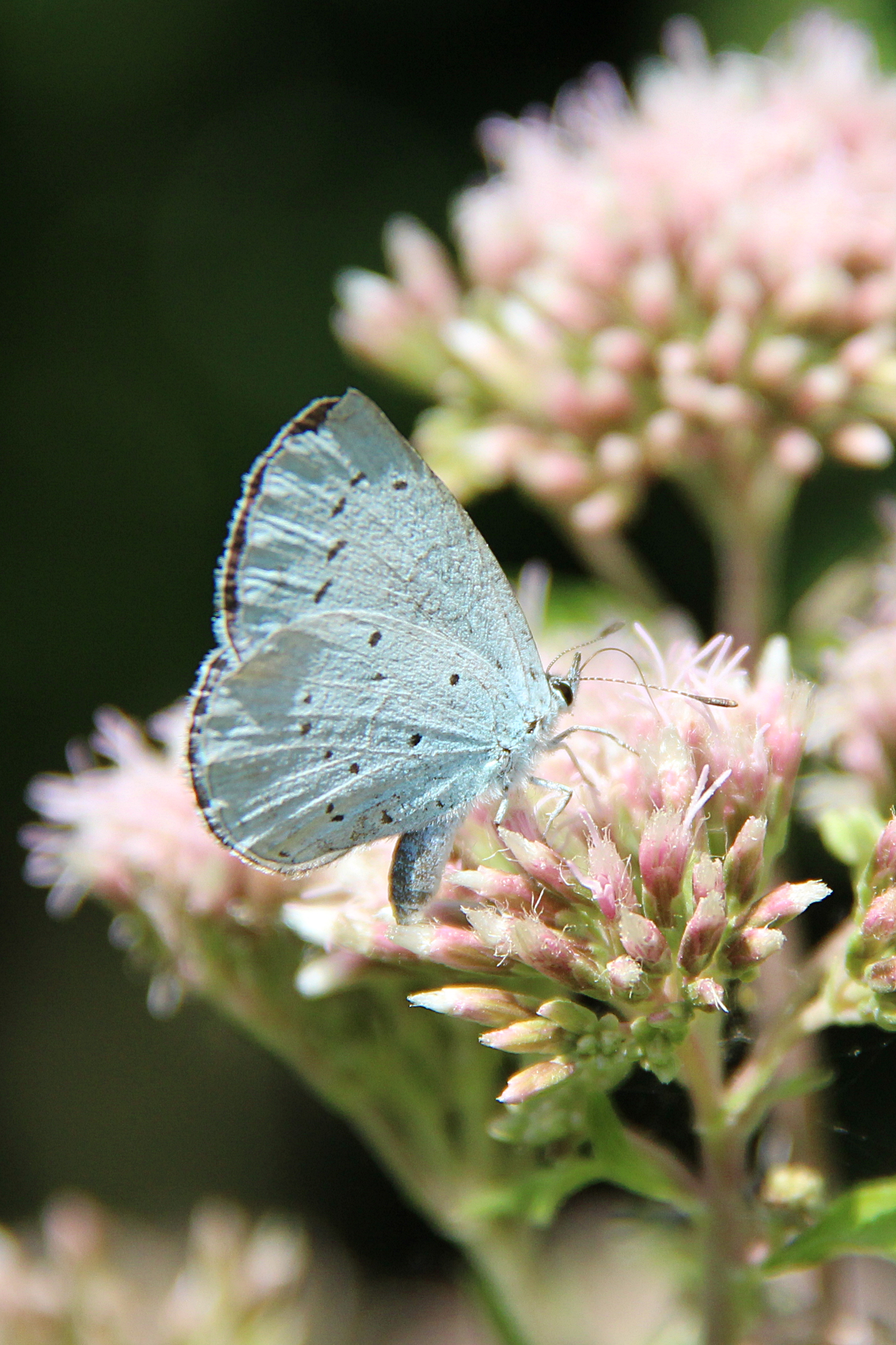
Boomblauwtje op een bloemrijke top van een Koninginnekruid
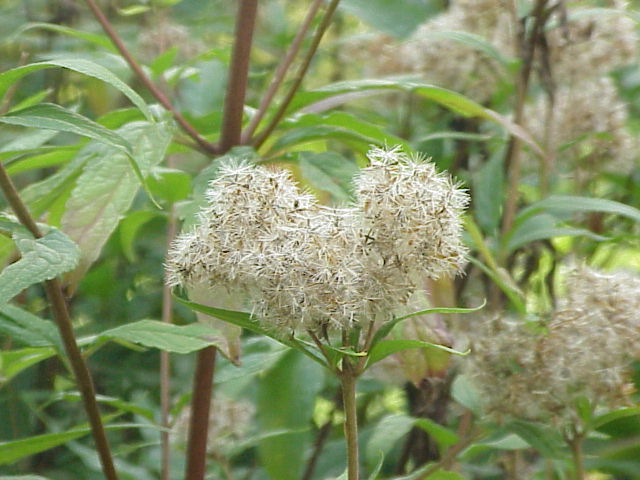
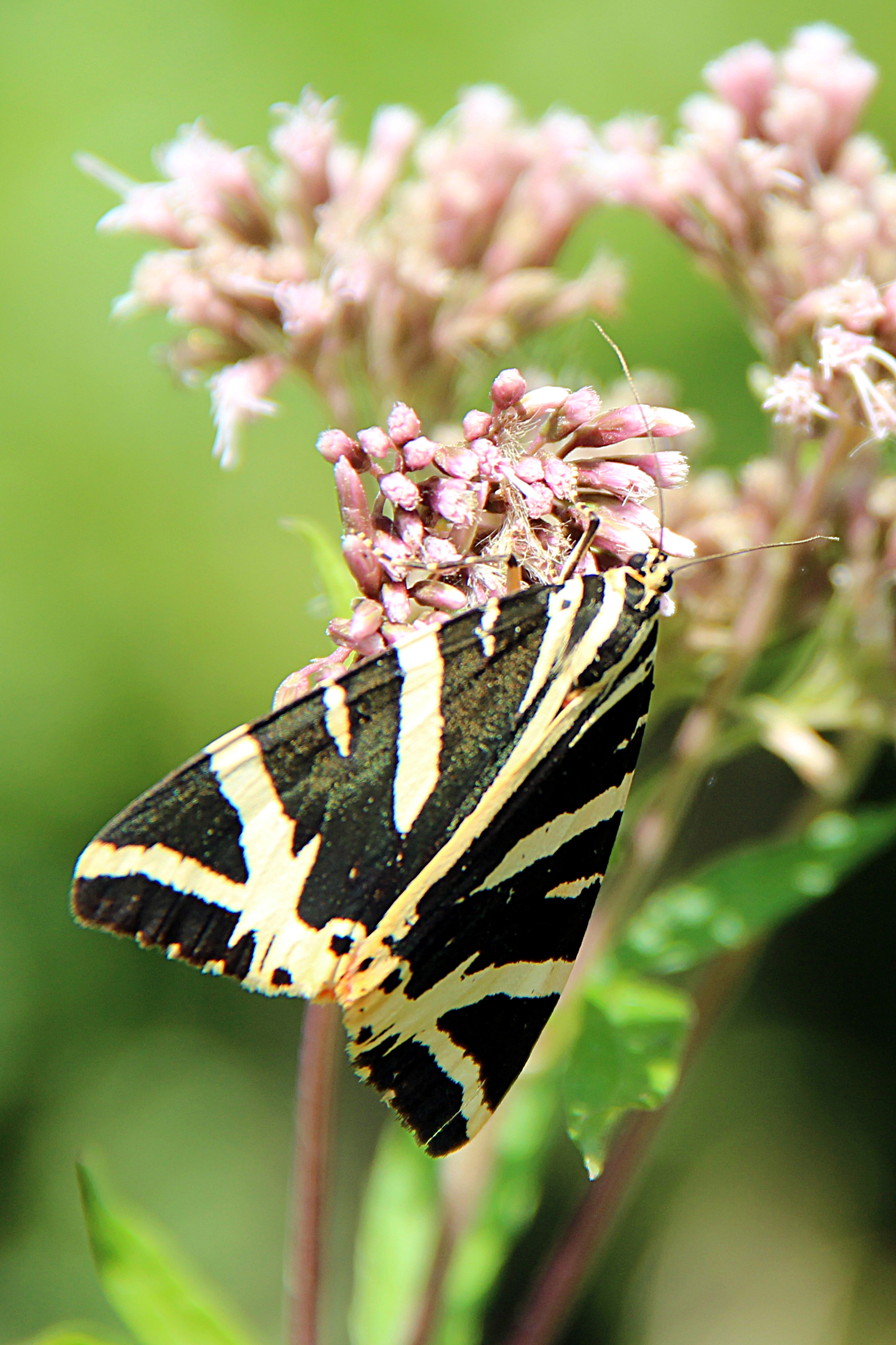
Spaanse vlag (vlinder) op een bloemrijke top van een Koninginnekruid